# セールスフォース (企業)
セールスフォース（英: Salesforce, Inc.）は、米国カリフォルニア州に本社を置く、顧客関係管理 (CRM) ソリューションを中心としたクラウドコンピューティング・サービスの提供企業である。ビジネスアプリケーションおよびクラウドプラットフォームをインターネット経由で提供する。1999年3月に、マーク・ベニオフにより設立された。翌2000年4月に、日本法人が設立される。
旧社名はセールスフォース・ドットコム（英: salesforce.com, inc）であったが、2022年4月に現社名へ変更された。
米フォーブス誌の「世界で最も革新的な企業」ランキングで2014年まで4年連続で第1位に選出されている。
米IT調査会社ガートナーによる最新レポートでは、世界のソフトウェア企業ランキングで第10位。CRMの世界マーケットシェアは16.1%で第1位。また、同レポートによると日本国内の営業支援システム（SFA）のマーケットシェアは60.4%を占めている。クラウドプラットフォーム分野においては、IDC Japanの調査で日本国内のPaaS市場で第1位。

## 設立
前オラクル幹部のマーク・ベニオフにより、業務アプリケーションをウェブサービスとして提供するというコンセプトのもと、1999年3月8日に設立された。SaaSタイプの本格的なクラウドコンピューティング・サービスの提供企業としては最初とされる。創業時にスティーブ・ジョブズがマーク・ベニオフのメンターとしてプラットフォーム化を促した。

## 近況
セールスフォースはカリフォルニア州サンフランシスコに本社を構え、ダブリン、シンガポール、東京に複数地域をカバーする地域拠点を設けている。その他の主なオフィスは、トロント、ニューヨーク、ロンドン、シドニーとサンマテオなどにある。2008年9月、フレディー・マックとファニー・メイに替わり、ファステナルとともにS&P500を構成する銘柄となった。
セールスフォースのサービスはプラットフォーム専用言語まで含めると64言語で利用可能であり、2012年1月31日時点で世界10万社以上に導入されている。また、2012年1月に東京データセンターを開設した。
これまでSFA、CRMソフトの SaaS ベンダーとして実績を伸ばしてきたが、最近は郵便局会社や株式会社ファーストリテイリングをはじめとした Force.com（PaaS）によるカスタムアプリケーションの構築事例が増加しており、サービスを適用する業務の幅が拡がっている。
加えて、プラットフォームの強化を目的としたヘロク社の買収、「Database.com」（世界初となるエンタープライズ向けマルチテナントクラウドデータベースサービス）の発表など、プラットフォーム企業を目指すとともにサービスのオープン化を推進する姿勢を明確にしている。さらに現在は「カスタマー・カンパニー」という理念を発表し、ソーシャルメディアのモニタリングツールであるRadian6社やモバイルアプリケーションの開発実績のあるModel Metrics社を買収するなど積極的にソーシャル関連ソリューションの強化を進めている。

## 買収企業
| 買収先           | 年月       | 備考 |
| ---------------- | ---------- | --- |
| Sendia           | 2006年4月  | 現在の Salesforce Classic。 |
| Kieden           | 2006年8月  | 現在の Salesforce for Google AdWords。 |
| Kenlet           | 2007年1月  | CrispyNews を開発。同技術をもとセールスフォースの IdeaExchange が開発された。アイデアの機能としてユーザー企業向けのアプリケーションも提供されている。他の企業に先駆けて利用しているデルの IdeaStorm、スターバックスの My Starbucks Ideas が有名。最近ではオバマ大統領の「Citizen’s Briefing Book」および、電子経済産業省のアイディアボックスにて採用された（経済産業省アイディアボックス参照）。 |
| Koral            | 2007年3月  | 現在のコンテンツ機能。 |
| Instranet        | 2008年8月  | 同社のナレッジベース・テクノロジーをもとに現在はナレッジ機能として提供。 |
| GroupSwim        | 2009年12月 | 現在の Salesforce Chatter。 |
| Informavores     | 2009年12月 | 現在の Visual Workflow。 |
| Jigsaw           | 2010年4月  | ビジネス・コンタクト・データ・サービスである Data.com。Salesforce 上で Jigsaw が収集してきた連絡先等の情報を検索/購入することが可能となっている。 |
| Sitemasher       | 2010年6月  | 現在の Site.com。 |
| Navajo Security  | 2010年8月  | |
| Activa Live Chat | 2010年9月  | Live エージェント機能。 |
| Heroku           | 2011年1月  | スクリプト言語 Ruby によるウェブアプリケーションフレームワーク「Ruby on Rails」のクラウドプラットフォーム。買収後もブランドは維持され、サービスも継続して利用できる。 |
| Etacts           | 2010年12月 | 電子メールコンタクトマネジメントのスタートアップ企業。 |
| Dimdim           | 2011年1月  | オープンソースのウェブ会議ソフトウェアベンダー。セールスフォースが提供するコラボレーションプラットフォーム「Chatter」の機能強化に活用される計画としている。 |
| Manymoon         | 2011年2月  | Do.com。 |
| Radian6          | 2011年3月  | ソーシャルメディアモニタリングツール。現在の ExactTarget Marketing Cloud。 |
| Assistly         | 2011年9月  | 現在の Desk.com。 |
| Model Metrics    | 2011年11月 | モバイル/ソーシャルクラウドのコンサルティングサービス企業。 |
| Rypple           | 2011年12月 | ソーシャル人材業績管理サービス。現在のWork.com |
| Stypi            | 2012年5月  | |
| Buddy Media      | 2012年5月  | 現在の ExactTarget Marketing Cloud。6.89億USドルでの買収。 |
| ChoicePass       | 2012年6月  | |
| Thinkfuse        | 2012年6月  | |
| BlueTail         | 2012年7月  | |
| GoInstant        | 2012年7月  | 現在のSalesforce SOS。7000万USドルでの買収。 |
| Prior Knowledge  | 2012年12月 | |
| EntropySoft      | 2013年2月  | |
| clipboard.com    | 2013年5月  | 1200万USドルでの買収 |
| ExactTarget      | 2013年6月  | 現在の ExactTarget Marketing Cloud。25億USドルでの買収。 |
| EdgeSpring       | 2013年6月  | |
| RelateIQ         | 2014年7月  | 現在はSalesforceIQとして知られる。3.9億USドルでの買収。 |
| Toopher          | 2015年4月  | |
| Tempo            | 2015年5月  | 現在のSalesforceIQの一部。 |
| ÄKTA             | 2015年9月  | |
| MinHash          | 2015年12月 | |
| SteelBrick       | 2015年12月 | 現在のSalesforce CPQ。3.6億USドルでの買収。 |
| PredictionIO     | 2016年2月  | |
| Implisit         | 2016年5月  | |
| Demandware       | 2016年7月  | |
| Coolan           | 2016年7月  | |
| Quip             | 2016年8月  | 7.5億USドルでの買収 |
| BeyondCore       | 2016年8月  | |
| Gravitytank      | 2016年9月  | |
| Krux             | 2016年10月 | |
| Twin Prime       | 2016年12月 | |
| Sequence         | 2017年2月  | |
| Attic Labs       | 2018年1月  | |
| CloudCraze       | 2018年3月  | |
| MuleSoft         | 2018年3月  | 65億USドルでの買収。 |
| Datorama         | 2018年7月  | |
| Rebel Mail       | 2018年10月 | |
| Griddable.io     | 2019年1月  | |
| MapAnything      | 2019年4月  | |
| Bonobo AI        | 2019年5月  | |
| Tableau          | 2019年8月  | 153億USドルでの買収。 |
| ClickSoftware    | 2019年8月  | 13.5億USドルでの買収。 |
| Slack            | 2021年7月  | 277億USドルでの買収。 |

## 1/1/1モデルの社会貢献活動
セールスフォースは、創業当初より1/1/1モデル（People - 社員によるボランティア活動、Technology – 非営利団体への製品寄贈・割引、Resources - 非営利団体への助成）によりコミュニティや非営利活動の支援に取り組んでいる。活動はセールスフォース ファンデーションによりマネージメントされている。そのビジョンとミッションは下記の通り。
ビジョン
セールスフォースの従業員と製品力により、地域社会をより良くし、青少年の教育を支援し、緊急事態の発生時には国境を越えて支援を行い、思いやりのある世界を作っていくこと。
ミッション
1/1/1モデルの草分けとして社会貢献活動を広く行うことで、コミュニティや非営利団体の活動を支援すること。同活動は、世界各地で行われており、日本のほかにもサンフランシスコ、ニューヨーク、ロンドン、ダブリン、シンガポールを中心に活動している。
世界を変えるビジネス
セールスフォースの会長 兼 CEOのマーク・ベニオフとカーリー・アドラーの共著『世界を変えるビジネス』が2008年9月、ダイヤモンド社から出版された。世界のビジネスリーダー20名が、自社のリソースを活用することでコミュニティ支援を成功させている例を紹介している。2020年7月にはベニオフによる書籍『トレイルブレイザー 企業が本気で社会を変える10の思考』が東洋経済新報社から出版された。

## 日本法人
日本法人である株式会社セールスフォース・ジャパン（2022年に株式会社セールスフォース・ドットコムから改称）は、2000年4月に設立。拠点は、東京本社と大阪および名古屋、福岡 ※白浜サテライトオフィスの5箇所。企業向けクラウドコンピューティング・サービスの提供事業者として、2007年の郵便局会社（当時は日本郵政公社）での導入など、日本国内でも多くの企業に導入されている。日本国内における導入企業数は、2009年10月時点で2,200社67万ユーザー、2012年1月には約5,000社に利用されていると幹部が語っている。その後2012年12月に開催されたプライベートイベントで、「国内5,400社が採用」「世界全体に占める売上げの割合が8%」と発表している。他にも、トヨタ自動車、KDDI、みずほフィナンシャルグループ、三菱UFJフィナンシャル・グループ、損害保険ジャパン、日立グループ、ジョンソン・エンド・ジョンソン、ファーストリテイリング、ローソン、株式会社日本総合研究所、小田急電鉄、楽天など。2009年には環境省・経済産業省・総務省が所管するエコポイントのインターネット申請システムとして採用された。経済危機対策として実施された本件では、経済産業省から打診を受けてからわずか3週間でシステム開発を完了・稼働させ、同社サービスの信頼性や開発生産性の高さを示す事例となった。また、山梨県甲府市も定額給付金支給に当たって事務負担の軽減を図って導入している。東京都荒川区も特別定額給付金支給に当たって事務負担の軽減と郵送申請およびオンライン申請の一括管理を図って導入している。持続化給付金の申請サイト、及び事務局のメールシステムもセールスフォースのクラウド上に用意されている。
2019年4月には、国内企業のデジタルトランスフォーメーション支援を強化する目的で、国内事業への投資を拡大することを発表した。具体的には、営業、アライアンス、エンジニアリング、カスタマーサポートおよびマーケティングなど全ての組織において、約1,500人の社員に対し、2024年までの5年間で最大2,000人を増員、3,500人規模を視野に入れる計画が進められた。増員計画は当初より2年前倒しで達成され、2021年12月31日で3,551人となった。さらに世界で8番目、アジアでは初のSalesforce Towerを新たに開設し、国内事業の拡大と社員増加に対応する。Salesforce Towerは、日本生命丸の内ガーデンタワーの全オフィスゾーンを借受け、当該借受部分について「Salesforce Tower」の呼称を使い、2022年2月1日より稼働している。
またGreat Place to Work Insutitute Japanが実施する調査において「働きがいのある会社」ランキングに頻繁に上位ランクインし、2018年に4位、2019年に1位、2020年に2位、2021年に1位に選ばれている。これとは別にOpenworkが実施する働きがいのある企業ランキングでも頻繁に上位ランクインし、2019年に2位、2020年に1位、2021年に2位、2022年に4位に選ばれている。

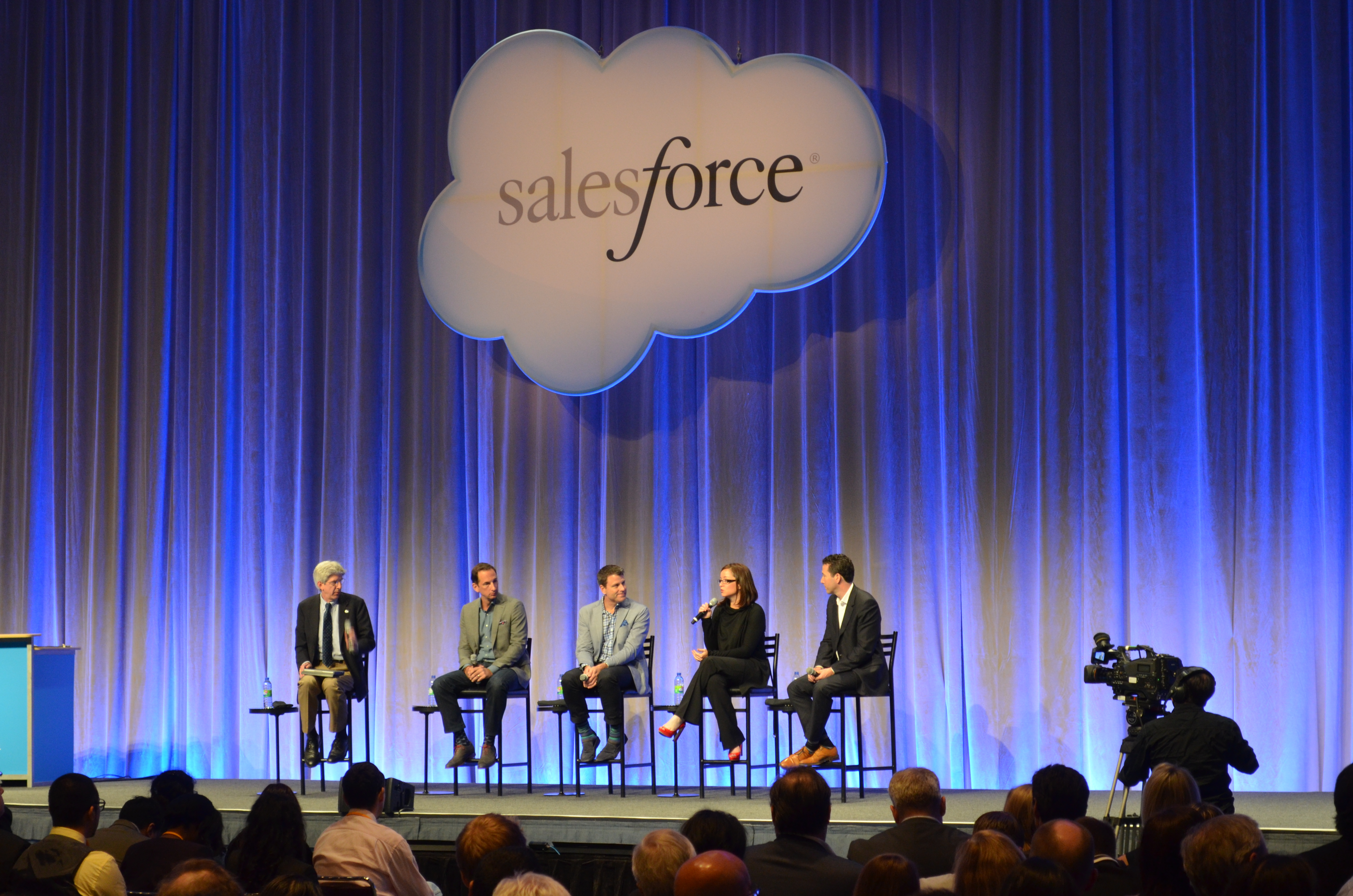
Customer Company Tourのイベント

## 製品とサービス
セールスフォースのサービスは、すべてインターネット経由で提供されるクラウドコンピューティングモデルである。そのサービスは、大きく分けてSaaS型アプリケーションの「Sales Cloud」「Service Cloud」「Marketing Cloud」「Community Cloud」と、PaaSと呼ばれる「Force.com」「Heroku」の2つに分けられる。尚、PaaSという言葉を最初に提唱したのはセールスフォースである。
Marketing Cloudを除くセールスフォースのサービスは、大規模マルチテナント型のアーキテクチャに基づくシステムで提供されている。数千社単位の企業が同一のインフラを共有し、論理的にデータやアクセス権限を分ける形で利用する形態を取っているため、シングルテナント型ないし小規模なマルチテナント型のクラウドサービスと比べて製品開発やセキュリティに対する投資効率性が極めて高い（規模の経済）とされる。
また、製品は1年に3回無償でバージョンアップ（機能追加）されるため、顧客は追加コストなしに新機能を利用できるようになる。すべての追加機能が無償ではなく、Service CloudのLive Agent（チャットサポート）など、新ジャンルないし大幅な付加価値がつくものについては別途利用にオプションライセンスを要するものもある。
サポートはウェブでの問合せ、ナレッジベースでのFAQ利用が可能なベーシック・サポート（無償）、電話サポートや専任担当者による定着支援（有償）、Premier Succes Plan の内容に加え、顧客の提示した要件に基づく各種設定変更等まで代行するPremier + Success Plan（有償）がある。
Sales Cloud（営業支援）
クラウドコンピューティングモデルの営業支援アプリケーション。
Service Cloud（カスタマーサービス&サポート）
クラウドコンピューティングモデルのカスタマーサービス&サポートアプリケーション。
Commerce Cloud（e-Commerceプラットフォーム）
セールスフォースが買収したデマンドウェアの製品を基盤とした製品であり、Web、モバイル、ソーシャル、店舗など、さまざまなチャネルで買い物をする一人ひとりの顧客に最適化されたショッピング体験を提供することを可能にする。Apple Payによるワンタッチ決済など最先端の技術に対応し、人工知能の機能も有している。
Lightningプラットフォーム（クラウドアプリケーション開発実行基盤）
クラウドコンピューティングモデルのアプリケーションを開発するためのプラットフォーム。インフラ、データベース、インテグレーション、ロジック、ユーザインタフェースといった、クラウドコンピューティングモデルのアプリケーション開発に必要とされる要素を備えている。
Sales Cloud、Service Cloud、Community CloudもForce.com上に構築されたアプリケーションで、このForce.comの各機能を利用することで、カスタマイズや他のアプリケーションとの統合も可能。高度なアプリケーション開発には、Javaに良く似た Apex（）という独自のプログラミング言語を利用する。ユーザインタフェース開発に用いられるVisualforceはJava Server Facesに似た構文で、HTML、Ajax、Adobe Flexに対応している。
Google App Engine、Amazon Web Service、Facebook など、クラウドコンピューティングモデルで提供されるプラットフォームとの連携もサポートしている。
AppExchange
SaaS型アプリケーションのマーケットプレイス。2005年に発表された。外部開発者などによって開発された有償および無償のアプリケーションが公開されており、既存の環境にインストールして利用できる。2008年9月には、450以上のISV（独立系ソフトウェアベンダー）などにより800以上のアプリケーション、インストール実績は65,000以上であったが、2014年6月現在、2,324以上のアプリケーション、インストール実績は240万回以上と大幅に成長している。
Trust.salesforce.com
現状および過去30日間にわたるシステムの稼動状況（トランザクション数、平均レスポンスタイム、障害発生時の対応履歴等）を閲覧できる。
Chatter
SaaS型アプリケーションの企業向けSNS・ビジネスチャットツール。情報共有と社内コラボレーションを強化するために設計され、インサイトの共有、アイデアの提案、チームの連携、フィードバックの提供などに利用することができる。

## 対応言語
セールスフォースのサービスは、プラットフォーム専用言語まで含めると以下の64言語に対応している。
完全サポート対象言語
- 中国語 (簡体字): zh_CN
- 中国語 (繁体字): zh_TW
- デンマーク語: da
- オランダ語: nl_NL
- 英語: en_US
- フィンランド語: fi
- フランス語: fr
- ドイツ語: de
- イタリア語: it
- 日本語: ja
- 韓国語: ko
- ポルトガル語 (ブラジル): pt_BR
- ロシア語: ru
- スペイン語: es
- スウェーデン語: sv
- タイ語: th*  インタフェースのみ（ヘルプは英語）

エンドユーザ言語
- アラビア語: ar
- ブルガリア語: bg
- チェコ語: cs
- 英語 (UK): en_GB
- ギリシャ語: el
- スペイン語 (メキシコ): es_MX
- ヘブライ語: iw
- ハンガリー語: hu
- インドネシア語: in
- ノルウェー語: no
- ポーランド語: pl
- ルーマニア語: ro
- トルコ語: tr
- ウクライナ語: uk
- ベトナム語: vi

プラットフォーム専用言語
- アルバニア語: sq
- アルメニア語: hy
- バスク語: eu
- ボスニア語: bs
- クロアチア語: hr
- 英語 (オーストラリア): en_AU
- 英語 (カナダ): en_CA
- 英語 (インド): en_IN
- 英語 (マレーシア): en_MY
- 英語 (フィリピン): en_PH
- エストニア語: et
- フランス語 (カナダ): fr_CA
- グルジア語: ka
- ヒンディー語: hi
- アイスランド語: is
- アイルランド語: ga
- ラトビア語: lv
- リトアニア語: lt
- ルクセンブルク語: lb
- マケドニア語: mk
- マレー語 : ms
- マルタ語: mt
- モルドバ語: ro_MD
- モンテネグロ語: sh_ME
- ポルトガル語 (ヨーロッパ): pt_PT
- ロマンシュ語: rm
- セルビア語 (キリル文字): sr
- セルビア語 (ラテン文字): sh
- スロバキア語: sk
- スロベニア語: sl
- タガログ語: tl
- ウルドゥー語: ur
- ウェールズ語: cy

## 競合製品とサービス
セールスフォースは中小企業向けのCRM市場のシェアで首位を獲得しているが、主なCRM市場の競合ベンダーの製品としては独SAPの「SAP C/4HANA」と米マイクロソフトの「Microsoft Dynamics CRM」が挙げられる。SAP C/4HANAやSAPの旧製品であるSAP CRMは大企業向けの市場でシェア首位を獲得しているほか、Microsoft Dynamics CRMも中小企業向け市場でセールスフォースに続いて2位に位置している。このためSAPのCRM製品と比較してMicrosoft Dynamics CRMの方が、中小企業向けの市場を中心にセールスフォースの製品・サービスとより競合している構造が鮮明になっている。又、特許を巡って米Microsoftがセールスフォースに対して訴訟を起こすなど、対立が激化している。

## 受賞
日本法人
- ASP・ITアウトソーシングアワード2006 グランプリ（ASPインダストリ・コンソーシアム・ジャパン）
- MM総研大賞2007企業向けソフトウェア（SaaS）部門 最優秀賞
- 平成18年度IT賞IT特別賞（フロンティア賞）（社団法人企業情報化協会 通称：IT協会）
- 2008年度グッドデザイン賞（財団法人日本産業デザイン振興会）

米国法人
- Best of the Web（Forbes、2003年）
- CODIE Award for Best CRM（2002年、2003年、2004年、2005年、2006年）
- CRM Excellence Award（Customer Interaction Solutions、2003年、2004年、2005年、2006年）
- Editors' Choice Award（PC Magazine、2002年、2003年、2004年）
- Innovation Award（AMR Research、2005年）
- Technology of the Year（InfoWorld、2004年、2005年、2006年）
- Top 100 Innovators Award（BusinessWeek、2006年）
- Visionary Award（SDForum、2004年）

## 裁判
2021年7月20日、発達障害を抱え障害者採用で日本法人に入社した元契約社員が、労働契約上の地位確認（雇い止めの無効）、合理的配慮提供拒否などで受けた精神的苦痛への損害賠償などを求める訴えを東京地裁に起こした。原告の入社から、上司との関係、困りごとを相談した結果、症状悪化し休職、復職ならず雇い止めに至るまでの状況が公開されている。自らも発達障害をオープンにする担当弁護士の伊藤克之は、「ダイバーシティを掲げる同社において、このような事態は到底容認できない」と述べている。同社は係争中を理由にコメントせず、障害者採用は引き続き行っている。
裁判では、合理的配慮提供が十分であったかどうか、雇い止めの合理性等に加えて、コロナウイルス感染拡大が広がるなかでの通勤訓練の妥当性も争われている。2020年2月25日付けの プレスリリース で「新型コロナウイルスの社内外への感染拡大抑止と、当社社員とその家族の安全確保のために、2月26日～4月30日の期間において、社員の働き方に関してテレワークや時差出勤を推奨する」と発表され、障害者採用による社員も含めて全社員が在宅勤務に切り替えられていった一方で、二次障害のうつ病から復職を目指す原告には在宅勤務への切り替えはなく産業医の指示で厚生労働省による復職への手引きを根拠に「通勤訓練」を名目にした出社要請が行われていた。また、障害者ゆえに配属部署がエンプロイーサクセス（注釈・同社では人事部をこう呼ぶ）が当初の説明のアライアンス本部ウェブマーケティングチームとは異なっており、原告はこれを「条件開示義務違反ではないか」としている。
障害者雇用コンサルタントの松井優子は2021年8月4日のブログで、「発達障害の元社員が改善を求めて会社やジョブコーチと面談しているものの改善されなかったことが残念」「企業に求められている合理的配慮を把握し、理解できていない社員がいるのであればそれを理解できるように伝え、教育していくことも必要」と述べている。DPI日本会議、日本自閉症協会、東京都自閉症協会などの障害者団体が、SNSで傍聴を呼びかけるなど裁判支援に乗り出している。

裁判が長期化した場合、結果次第では、障害者採用に影響するだけでなく、厚労省からの行政指導、その先の社会的制裁としての「企業名公表」（障害者雇用促進法で定められた罰則）のリスクが高まる可能性もある。同社は社内規定により障害者雇用率を公開していないが、東京労働局への情報開示請求によると雇用率は09～21年は17年を除いて法定未達、20年には障害者雇用数の報告が適切に行われておらずデータが存在しなかった（報告を行わない場合は障害者雇用促進法の罰則規定あり）。21年はハローワークからの障害者雇入れ計画作成命令の対象となる水準だった。
2023年9月22日に東京地裁で和解成立した。和解での口外禁止条項により、双方の事件当事者や代理人は訴訟・和解の経緯や内容について、公の場でコメントしたりすることはできない。

## 人員整理
2023年1月に米国本社がグローバルで社員1割をレイオフで削減することを発表した時、日本の労働法ではレイオフは認められないにもかかわらず、日本法人でも退職勧奨の形で人員削減が進められた。日本法人での削減は1年でグローバルの目標を上回る16%。PIP（業績改善計画）解雇されそうになり過労でうつを病んだハイクラス技術者が、会社都合退職の相場の半分以下の割増退職金（パッケージ）をいわば口止め料に、一切の請求権放棄、広範囲の誹謗禁止や秘密保持、競合転職禁止などを定めた「自主退職パッケージ」と呼ばれる退職合意書へのサインを迫られ、「日本では到底容認されない」と告発。人員整理は2024年になっても続いている。2024年には退職合意書が一部変更され、秘密保持が緩和され、競合転職禁止は削除された一方で、一切の請求権放棄や広範囲の誹謗禁止は今なお残る。

## 提供番組
- ワールドビジネスサテライト（テレビ東京系）（2020年7月-8月、2021年1月-2月、2021年4月-9月）